# Pseudocel
Pseudocel, pseudoceloma – nazwa kilku różnych typów pierwotnej jamy ciała wypełnionej płynem, charakteryzowanych brakiem mezodermy między jamą ciała a jelitem, tradycyjnie nazywanych także schizocelem lub schizocelomą. Pseudocel czasami jest definiowany jako wtórna jama ciała powstała na skutek rozsunięcia się komórek mezodermy. Ze względu na trudności interpretacyjne terminu pseudocel nie jest dobrą cechą taksonomiczną.
W związku z tym, że płyn wypełnia jamę ciała, może krążyć w obrębie całego ciała, roznosząc gazy oddechowe i substancje odżywcze. 
Występuje u wtórnojamowców pozornych (Pseudocoelomata), wrotków (Rotifera), kolcogłowów (Acanthocephala), drobnoszczękich (Micrognathozoa), dużych nicieni (Nematoda) i niektórych kolczugowców (Loricifera). U niezmogowców występuje wraz z celomą. U miąższniaków (wypełniony parenchymą) i u wtórnojamowców pozornych nazywany jest pozorną jamą wtórną.